# Macromitrium blumei
Macromitrium blumei är en bladmossart som beskrevs av Christian Gottfried Daniel Nees von Esenbeck och Schwaegrichen 1842. Macromitrium blumei ingår i släktet Macromitrium och familjen Orthotrichaceae. Inga underarter finns listade i Catalogue of Life.